# Euploea crassa
Euploea crassa är en fjärilsart som beskrevs av Butler 1866. Euploea crassa ingår i släktet Euploea och familjen praktfjärilar. Inga underarter finns listade i Catalogue of Life.